# Una mentida oblidada
Una mentida oblidada (títol original en francès, Un mensonge oublié) és un telefilm francès de 2018 dirigida per Éric Duret. El 15 d'abril de 2018 es va emetre al canal belga La Une, mentre que es va estrenar a France 3 el 8 de gener de l'any següent. S'ha doblat al valencià per a À Punt.
La pel·lícula està basada en la història real d'uns nens de la Reunió que van ser deportats a la França continental, en concretar a la Cruesa, per repoblar les regions que patien l'èxode rural. Aquests moviments infantils van ser iniciats per Michel Debré, aleshores diputat de la Reunió, el 1962. Van involucrar més de dos mil infants.